# Serge Bacou
Pour les articles homonymes, voir Bacou.
Serge Bacou, né à Toulouse le 20 février 1947, est un pilote de moto français.

## Biographie
Le « Grand Serge » est un ancien pilote éclectique, qui a couru dans toutes les disciplines tout-terrain; motocross, enduro, supermotard et principalement rallye-raid. Il remporte ainsi 7 titres de champion de France de motocross, une victoire lors de l'enduro du Touquet en janvier 1980, une 2e place au Rallye Dakar, lors de sa 1re participation, qui lui fera dire, « mon plus grand malheur a été de finir second de mon 1er Dakar, ce qui m'obligeait, dès lors, à ne plus viser que la victoire... »[réf. nécessaire]. Sans réussir à gagner le célèbre rallye, il remportera néanmoins, de nombreuses victoires d'étapes (13), entre 1981 et 1989. Il reste, plus de trente ans après le cinquième « scratcheur » français de victoires d'étapes au Dakar derrière Stéphane Peterhansel, Cyril Despres, Richard Sainct et Hubert Auriol (le 13ème au niveau international sur 120 vainqueurs d'étapes). 
À son palmarès, également deux victoires au Rallye de l'Atlas en 1983 avec une 600TT puis en 1984 avec une 490 IT deux temps. Serge Bacou s'est illustré aussi avec plusieurs victoires en catégorie Supermotard, discipline mixant circuit en bitume et en terre. 
Il effectue la plus grande partie de sa carrière au sein de la structure de l'importateur Sonauto Yamaha-France, managé par Jean-Claude Olivier. En 1988, il succède à Hubert Auriol chez Cagiva avec le #100 au Dakar qu'il termine à la 10ème place. Il fera son dernier Dakar sur la BMW 1000 du Team Ecureuil avec une belle 10ème place en 1989, année de la victoire de Gilles Lalay.

## Palmarès

### Motocross
- Sept titres de champion de France de motocross
- Catégorie 250 et 500 Inter 1971 - Bultaco
- Catégorie 500 Inter 1972, 1973, 1976 et 1977 - Bultaco
- Catégorie 500 Inter 1974 - Maico
- Vainqueur de l'Enduro du Touquet 1980 (Yamaha 465 IT)

### Rallyes
- Vainqueur du Rallye de l'Atlas au Maroc 1983 - Yamaha 600 TT TENERE
- Vainqueur du rallye de l'Atlas au Maroc 1984 - Yamaha 490 IT
- Vainqueur de la Baja Montesblancos 1984 - Yamaha 490 IT, avec l'Américain [[Chuck Stearns]] (1959-1985)
- Vainqueur de la Croisière bleue (organisée par TSO) Belgique 1984 - Yamaha 490 IT

### Paris-Dakar
- 2e du Rallye Dakar 1981 - Yamaha 500 XT # 81
- abandon au Rallye Dakar 1982 - Yamaha 570 XT # 103
- 5e du Rallye Dakar 1983 - Yamaha 600 XT # 79
- 9e du Rallye Dakar 1984 - Yamaha 600 XT # 79
- abandon au Rallye Dakar 1985 - Yamaha 660 XT # 81
- abandon au Rallye Dakar 1986 - Yamaha 660 XT # 81
- 7e du Rallye Dakar 1987 - Yamaha 920 FZT # 81
- 10e du Rallye Dakar 1988 - Cagiva 900 Elefant # 100
- 10e du Rallye Dakar 1989 - Ecureuil 1000 #89